# Die vertauschten Köpfe
Die vertauschten Köpfe, Untertitel: Eine indische Legende, ist die längste Erzählung von Thomas Mann. Sie erschien erstmals im Oktober 1940 in Stockholm. Die Arbeit daran hatte der Autor am 1. Januar 1940 in Princeton begonnen und am 28. Juli 1940 in Kalifornien abgeschlossen.
Die Erzählung Thomas Manns basiert auf der sechsten Erzählung der als Vetālapañcaviṃśatikā bekannten Sammlung von 25 Geschichten eines Leichengespenstes (vetāla), die wiederum in der ca. 350 Erzählungen beinhaltenden Sammlung Kathāsaritsāgara „Ozean der Erzählströme“ (11. Jh.) überliefert ist. Dieselbe, ursprünglich auf Sanskrit verfasste Erzählung liegt auch Goethes Parialegende zugrunde. Die Anregung erhielt Mann von dem Indologen Heinrich Zimmer, der ihm seine Veröffentlichung Die indische Weltmutter schenkte.

## Inhalt
Der achtzehnjährige, athletisch wohlgestaltete, aber ziegennasige Schmied Nanda und der drei Jahre ältere, vergeistigte, schmalnasige Kaufmann Schridaman leben von Kindheit an in dem kleinen indischen Tempeldorf Wohlfahrt der Kühe. Verschieden an Geist und Körper, Beruf und Kastenzugehörigkeit, sind sie dennoch „unzertrennliche Freunde“ geworden. Sie bewundern und verspotten sich gegenseitig und unternehmen vieles gemeinsam – so auch eine längere Fußreise über Land, auf der der Schmied Nanda über eine Lieferung Roherz verhandeln und der Kaufmann Schridaman seine Textilien verkaufen will.
Als sie sich nach zwei Tagen am Flüßchen Goldfliege erfrischen und im lauschigen Schatten der Bäume Rast machen, werden sie heimlich Zeuge, wie am einsamen Ufer plötzlich ein anmutiges junges Mädchen auftaucht, um dort für kurze Zeit ebenfalls seine Bade-Andacht zu verrichten. Splitternackt steht sie da, mit süßesten Kinderschultern und wonnig geschwungenen Hüften dazu, die eine geräumige Bauchfläche ergaben, mit jungfräulich starrenden, knospenden Brüsten und prangend ausladendem Hinterteil, sich verjüngend nach oben zum schmalsten, zierlichsten Rücken, der geschmeidig eingebogen erschien, da sie die Lianenarme erhoben und die Hände im Nacken verschränkt hielt, so daß ihre zarten Achselhöhlen sich dunkelnd eröffneten. Solch reizende Körpergestalt wird vollauf bestätigt durch die Lieblichkeit des Köpfchens, namentlich durch die wie Lotosblätter langgeschweiften Augen. Schridaman ist derart hingerissen von so viel Schönheit, dass es ihm, dem sonst so Wortgewandten, buchstäblich die Sprache verschlägt. Auch Nanda ist, auf seine Art, ganz hübsch ergriffen, reagiert allerdings etwas gelassener, da er in der Schönen ein bekanntes Gesicht wiedererkennt: Es ist Sita (dt. die Furche) aus dem Dorfe Buckelstierheim, die er ein Jahr zuvor auf dem Sonnen-Hilfsfest mit seinen kräftigen Armen zur Sonne geschaukelt habe.
Nachdem sich die ahnungslose Sita wieder angekleidet und zurückgezogen hat, trennen sich die  beiden Freunde für drei Tage, um ihren unterschiedlichen Geschäften nachzugehen. Bei ihrem Wiedersehen stellt sich heraus, dass sich Schridamans Sehnsucht nach Sita zu einem bedenklichen Liebeskummer ausgewachsen hat. Voller Verzweiflung über diese „Krankheit zum Tode“, sprich: die Aussichtslosigkeit seiner Hoffnungen, glaubt er sterben zu müssen und will sich schon umbringen. Aber der bodenständige Nanda lacht ihn aus, beruhigt ihn und verspricht, ihm bei der Brautschau zu helfen. Und tatsächlich gelingt es ihm, die beiden glücklich zu vereinen.
Beide genießen die Wonnen der Ehe, und schon bald sieht Sita Mutterfreuden entgegen. Trotz der Schwangerschaft reist das Paar, begleitet von seinem gemeinsamen Freund Nanda, nach Buckelstierheim, denn Sitas Eltern haben die Tochter ein halbes Jahr nicht gesehen. Unterwegs lenkt der schläfrige Nanda aus Versehen den Ochsenkarren vom Weg ab in den Dschungel. Die drei Reisenden verirren sich und machen vor dem Felsentempel der unnahbaren, dunklen Weltenmutter Durga Halt. Schridaman lässt Sita und Nanda auf dem Karren warten, betritt den Opferraum des Heiligtums, ergreift das dort bereit liegende Schlachtschwert und enthauptet sich.
Draußen warten die beiden Ahnungslosen vergebens auf Schridamans Rückkehr. Allein gelassen, wagen sie kaum einander anzublicken, geschweige denn miteinander zu sprechen. Schließlich beschließt Nanda, nach dem Rechten zu sehen. Als er das grausige Blutbad entdeckt, erkennt er rasch, in welch heikle Situation er unversehens geraten ist: Die Leute im Dorf werden sagen, Nanda habe Schridaman ermordet, weil er dessen schöne Frau für sich haben wolle. Also nimmt Nanda das Schwert und enthauptet sich ebenfalls.
Sita harrt weiter draußen aus, schimpft darüber, dass auf die Männer kein Verlass sei, kann sich aber letztlich nicht gegen die Ahnung von etwas Fürchterlichem wehren. Sie steigt vom Ochsenkarren und geht in den Tempel, um den Männern mal richtig die Köpfe zurechtzusetzen. Als sie wenig später vor der gräßlichsten der Bescherungen steht, wirft sie vor Entsetzen die Arme empor, die Augen traten ihr aus den Höhlen, und von einer Ohnmacht entseelt, sank sie hin zu Boden.
Wieder bei Bewusstsein, erkennt auch Sita ihre ausweglose Situation, wankt ins Freie, dreht aus einer Liane eine Schlinge und will sich am nächsten Feigenbaum erhängen. Das jedoch vereitelt die strenge Weltenmutter Durga. Bevor die Göttin bei der Problemlösung zu helfen bereit ist, muss Sita der Weltenmutter alle ihre Sünden gestehen. Das tut sie denn auch in aller Ausführlichkeit. Spätestens bei dieser Gelegenheit erfährt der Leser, warum sich Schridaman umgebracht hat: Immer wenn Sita in Schridamans Armen lag, beging ihr Kopf Ehebruch, sodass sie in ihrer Lust den Namen Nandas lallte, weil ihr Schoß statt des schmächtigen Schridamans Leib den muskelbepackten Körper des ziegennasigen Schmieds begehrte.
Sita muss auf göttliche Weisung die vier Teile ihrer zwei Männer zusammensetzen. Aber in ihrer Huschlichkeit macht Sita Kuddel-Muddel: Sie fabriziert einen Schridaman mit Nandas perfektem Körper und einen Nanda mit einem Schridaman-Leib. Die neue Kombination scheint ideal. Beide Männer sind wieder quicklebendig und mit ihrem neuen Aussehen höchst zufrieden. Aber bald steht das nächste Problem an. Kopf oder Körper – wer von beiden ist der Vater des Kindes? Wer soll in Zukunft Sitas Ehelager teilen?
Der Richtspruch des Asketen Kamadamana ist gefragt. Der hat sich in seine Einsiedelei im heiligen Dankakawald zurückgezogen. Sein Urteil fällt erwartungsgemäß aus. Der mit dem Gattenhaupt und dem Freundesleib erhält das ringsum schöngliedrige Weib. Ihre (angebliche) Huschlichkeit hat Sita das Ziel ihrer heimlichen Wünsche beschert. Nanda aber, der schon immer einmal Einsiedler werden wollte, zieht sich in eine Einsiedelei zurück und legt zwischen sich und das glückliche Paar den Engpass der Räuber, die Tigerschlucht und das Tal der Vipern.
Sitas Sohn Samadhi wird geboren und wächst heran. Ganz so glücklich, wie es scheint, ist die Ehe jedoch bald nicht mehr. Denn Schridaman lebt sein altes Leben weiter, was dazu führt, dass er seinen neuen Körper vernachlässigt und immer weniger attraktiv werden lässt. Sita sehnt sich erneut nach Nanda. In Schridamans Abwesenheit macht sie sich eines Tages mit dem kleinen Sohn auf die Suche nach Nanda. Der hat sich in ein kleines Naturparadies zurückgezogen und ist durch geistige Meditation und körperliche Arbeit inzwischen zu einem wahren Adonis geworden. Als Sita seine Einsiedelei endlich findet, kennt ihre lang verdrängte Liebe kein Halten mehr. Ihr kleiner Sohn Samadhi spielt unterdessen im Gras, stark kurzsichtig, wie er ist, kann er das Liebestreiben des Paars nicht sehen.
Als Schridaman von seinen Geschäften heimkehrt und das Haus leer findet, weiß er sofort Bescheid. Umsichtig packt er zwei Schwerter ein und macht sich auf den Weg zu Nanda. Dort angekommen, wählt man die ehrenhafte Lösung: Die Männer stechen sich gegenseitig die Schwerter ins Herz und Sita lässt sich mit den Leichen ihrer beiden Männer bei lebendigem Leibe als Doppelwitwe verbrennen. So ist sie auf dem Glutbett des Todes mit ihnen vereint. Später wird zum Gedenken an ihren Opfertod ein Obelisk errichtet, die Asche der drei Liebenden wird in einem Tonkrug vereint und im Ganges versenkt. Samadhi wird als Sohn einer Denkstein-Witwe berühmt und genießt überall hilfreiches Wohlwollen. Er entwickelt sich zu einem stattlichen jungen Mann. Selbst seine Kurzsichtigkeit gerät ihm zum Vorteil, da er so seine Interessen mehr aufs Geistige und nicht zu sehr aufs Körperliche richtet. Er erhält eine Ausbildung bei einem Brahmanen, bei dem er Rhetorik, Grammatik, Astronomie und Denkkunst studiert, und bringt es schließlich als Vorleser des Königs von Benares zu großem Wohlstand.

## Zur Form
Ähnlich wie Thomas Manns letzter Roman, die Bekenntnisse des Hochstaplers Felix Krull, lebt auch dieser (schon zehn Jahre früher entstandene) Text von seinem durchgängig ironischen Grundton. Dabei erlauben sowohl die Form der „Legende“ als auch die Wahl des märchenhaft fernen Indiens als Schauplatz des Geschehens zusätzliche Möglichkeiten des phantastischen Humors und der poetischen Übertreibung. Wenn der Erzähler dann auf dem Höhepunkt der Erzählung behauptet In dieser Geschichte wird nicht übertrieben, liefert er damit nur das offensichtlichste Beispiel der Selbstironie des Autors.
Ein weiteres sprachliches Merkmal dieser Erzählung ist der immer wieder auftauchende Wechsel im Gebrauch von parodistischem Legenden-Pathos einerseits und travestistischem Bathos andererseits. Die Komik dieses Wechsels verblüfft und überzeugt besonders in denjenigen Passagen, in denen der Erzähler aus den feinsinnigen Höhen blumiger Beschreibungen altindischer Mythen unvermittelt abrutscht in die platten Ebenen moderner (oft obendrein bayrischer) Umgangssprache („Ist das eine Gaudi!“ oder „Aus ist's und gar ist's“).
Stellvertretend und exemplarisch für solche und ähnlich paradoxe Stilmischungen kann die Art und Weise gelten, in der der asketische Eremit Kamadamana auf den erotischen Bericht der drei Liebenden reagiert. Seine (teils lyrisch rhythmisierten) Worte, die kaum ein intimes Detail aussparen, verraten nicht nur sein zwar verleugnetes, aber nach wie vor lebendiges Interesse am menschlichen Sexualleben, sondern verweisen zugleich auch auf die thematische Quintessenz und Moral der gesamten Legende:
„Uf!“ sagte er. „Ihr drei seid mir die Rechten. Ich war wohl auf eine lebensdunstige Geschichte gefaßt gewesen, aber die eure qualmt ja nur so aus allen Poren der Tastbarkeit, und zwischen meinen vier Feuerbränden zur Sommerszeit ist besser aushalten als in ihrem Brodem. Wäre nicht meine Aschenschminke, ihr könntet die rote Hitze sehen, die sie  mir auf den anständig abgezehrten Wangen entzündet hat, oder vielmehr auf den Knochen darüber, beim asketischen Zuhören. Ach, Kinder, Kinder! Wie den Ochsen, der mit verbundenen Augen die Ölmühle dreht, treibt es euch um das Rad des Werdens, wobei ihr noch ächzt vor Inbrunst, ins zuckende Fleisch gestachelt von den sechs Mühlknechten der Leidenschaften. Könnt ihr’s nicht lassen? Müßt ihr äugen und züngeln und speicheln, vor Begierde schwach in den Knien beim Anblick des Trug-Objekts? Nun ja, nun ja, ich weiß es ja! Der Liebesleib, von bitterer Lust betaut, - gleitendes Gliedwerk  unter fettiger Seidenhaut, - der Schultern holdes Kuppelrund, - schnüffelnde Nas’, irrender Mund, - die süße Brust, geschmückt mit Sternen zart, - der schweißgetränkte Achselbart, - ihr Weidetrifte ruheloser Hände, - geschmeidiger Rücken, atmender Weichbauch, schöne Hüft’ und Lende, - der Arme Wonnedruck, der Schenkel Brust, - des Hinterfleisches kühle Doppellust, - und, von dem allen gierig aufgebracht, - das Zeugezeug in schwül unflätiger Nacht, - das man sich voll Entzücken zeigt, - einand’ damit zum siebten Himmel geigt – und dies und das und hier und da, - ich weiß es ja! Ich weiß es ja…“
Hannelore Schlaffer nimmt den „Brutalismus“ geradezu als Symptom für manche Novelle – so auch für diese.

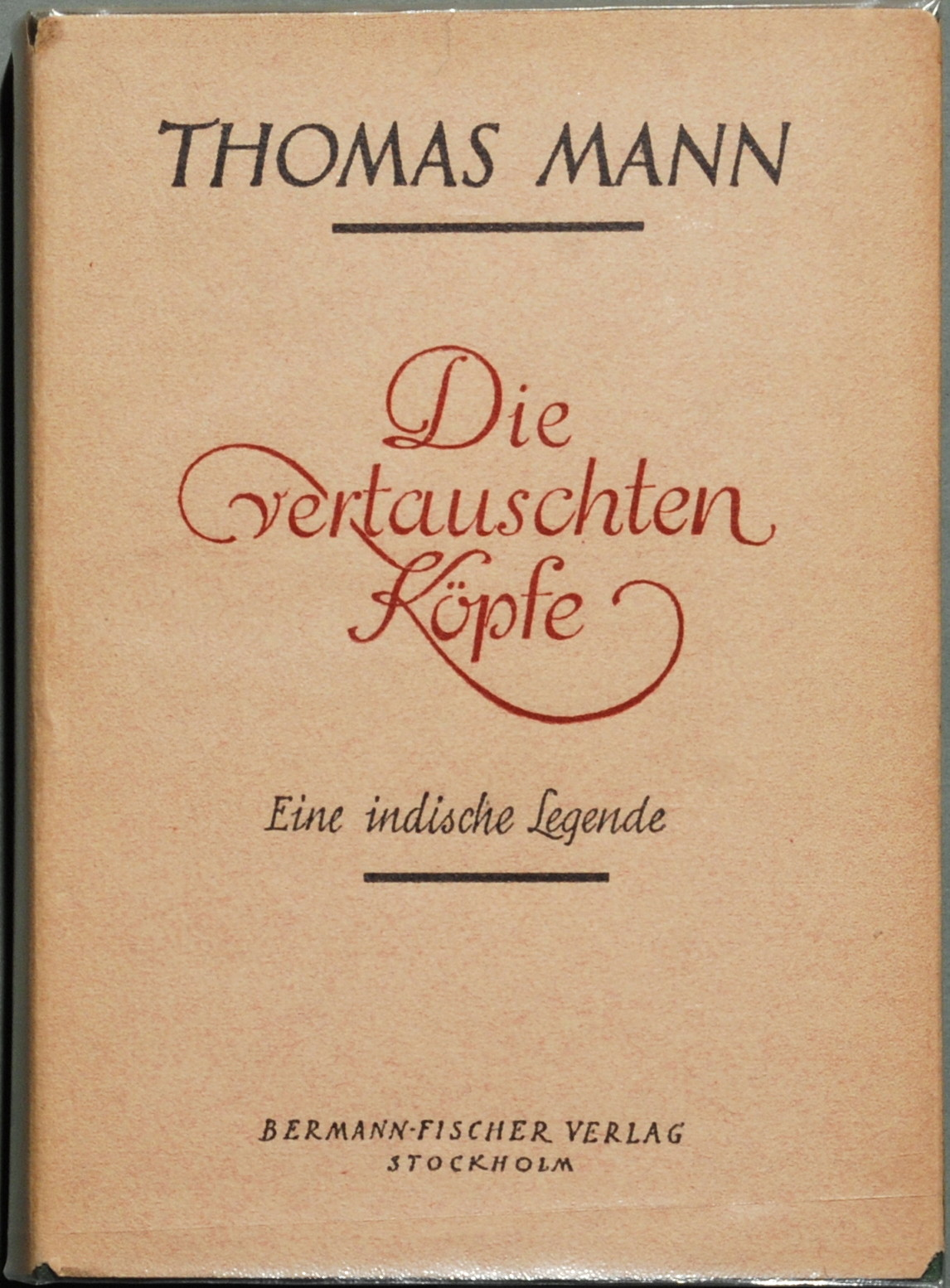
Erstausgabe von 1940 mit dem Originalumschlag

## Ausgaben
- Thomas Mann: Die vertauschten Köpfe. Eine indische Legende. Bermann-Fischer Verlag, Stockholm 1940
- Thomas Mann: Die vertauschten Köpfe. In: Die Betrogene und andere Erzählungen. Fischer-Taschenbuch-Verlag, Frankfurt 1994, ISBN 3-596-29442-8